# Roemer Visscher
Pour les articles homonymes, voir Visscher.
Roemer Pieterszoon Visscher (né à Amsterdam en 1547 et mort le 19 février 1620) était un négociant hollandais prospère et un auteur d'épigrammes populaire du Siècle d'or néerlandais.

## Biographie
Visscher, qui vécut à Amsterdam, était une figure éminente de la scène culturelle des Provinces-Unies et un poète du groupe de rhétoriqueurs (rederijkers)  « In liefde bloeiende » (« Fleurs d'amour »), aux côtés de P.C. Hooft, Bredero et Vondel. Vondel chantait le « délicieux logis » de son ami Visscher ("het saligh Roemers huys"), sur le Quai de Gueldre, que l'intelligentsia artistique d'Amsterdam, des peintres aux poètes, fréquentait assidûment. Roemer eut trois filles : Geertruyt Roemers, Maria Tesselschade et Anna Visscher.

## Œuvres
Par leur contenu moral et humaniste, les écrits de Visscher se rattachent à la Renaissance, en dépit du caractère encore médiéval du style des rhétoriqueurs. Visscher, quoiqu'il fût d'abord un spécialiste de l'épigramme, est surtout connu pour son livre d'emblèmes, les « Sinnepoppen ». Ces emblemata sont des gravures accompagnées d'une devise ou d'un dicton rimé. L'une des devises de Visscher, intitulée « Elck wat wils » (que l'on peut traduire par : « À chacun sa vérité ») est devenue proverbiale en néerlandais.
Ses principaux recueils de poésie sont :
- « T'loff vande mutse, ende van een blaewe scheen » (1612)
- « Brabbeling » (1614)
- « Sinnepoppen » (1614)

## Source
- (en) Cet article est partiellement ou en totalité issu de l’article de Wikipédia en anglais intitulé « Roemer Visscher » (voir la liste des auteurs).